# ヴェッツィ・ポルティオ
ヴェッツィ・ポルティオ(伊: Vezzi Portio)は、イタリア共和国リグーリア州サヴォーナ県にある、人口約800人の基礎自治体（コムーネ）。

## 地理

### 位置・広がり

#### 隣接コムーネ
隣接するコムーネは以下の通り。
- フィナーレ・リーグレ
- ノーリ
- オルコ・フェリーノ
- クイリアーノ
- スポトルノ
- ヴァード・リーグレ

### 地震分類
イタリアの地震リスク階級 (it) では、3 に分類される
。

## 行政

### 分離集落
ヴェッツィ・ポルティオには、以下の分離集落（フラツィオーネ）がある。
- Magnone (sede comunale), Portio, San Filippo, San Giorgio